# جون تشارلز كاتلر
جون تشارلز كاتلر (بالإنجليزية: John Charles Cutler)‏ هو جراح أمريكي، ولد في 29 يونيو 1915 في كليفلاند في الولايات المتحدة، وتوفي في 8 فبراير 2003 في بيتسبرغ في الولايات المتحدة.

## وصلات خارجية
- جون تشارلز كاتلر على موقع الموسوعة البريطانية (الإنجليزية)